# Makassaars
Makassaars (Basa Mangkasara) is een Austronesische taal met ongeveer 2,1 miljoen sprekers, voornamelijk Makassaren in de regio rond de stad Makassar in het zuidelijkste deel van de Indonesische provincie Zuid-Celebes. Daarnaast hebben zo'n 400.000 Chinese Indonesiërs in deze regio Makassaars als tweede taal. De taal is nauw verwant aan andere talen die op Celebes gesproken worden, waaronder Boeginees en Mandar.
Makassaars wordt tegenwoordig vaak met het Latijns alfabet geschreven, maar ook nog soms met het traditionele schrift van het Makassaars, Lontara. Dit schrift werd in vroeger tijden ook gebruikt voor belangrijke documenten in het Boeginees en Mandar.
Een Makassaarsch-Hollandsch woordenboek van de Nederlandse taalkundige Benjamin Frederik Matthes werd in 1859 uitgeveven. Matthes vertaalde ook een reeks Bijbelboeken van het Nederlands naar het Makassaars. In 1979 kwam een nieuw Makassaars-Nederlands woordenboek uit. Dit nieuwe woordenboek van A.A. Cense was gebaseerd op de tweede uitgave van Matthes' woordenboek uit 1885.

Basa Mangkasara (Makassaars) geschreven in het Lontara-schrift